# おどるモワイくん
『おどるモワイくん』は、クオンよりリリースされているLINEスタンプ「モワイくん」を原作としたテレビアニメ。2019年7月2日から12月24日まで、テレビ東京系列『おはスタ』内のコーナー「きゃらスタ」にて、毎週火曜に放送した。

## 登場キャラクター
モワイくん
声 - 森功至
モヤモヤしているモワイ像。腕が生えていて、踊るのが好き。
モリー
声 - ぴっちょりーな
ピンクのリス。

## スタッフ
- 原作 - Quan「モワイくん」
- 監督・シリーズ構成・絵コンテ・演出 - 遊佐かずしげ
- キャラクター原案 - 大野雄一郎
- CGディレクター - 兼平葵
- 音楽・音響監督 - こぐま
- 音楽プロデューサー - MOODMAN
- プロデューサー - 本多祐、長谷川友紀、宮永佳祐、清水香梨子、数野高輔
- 制作 - モンスターズエッグ
- 製作 - おどるモワイくん製作委員会（小学館集英社プロダクション、テレビ東京、電通、ギャザリングホールディングス、クオン[2]）

## 主題歌
「モワイくんジューク!!」
作詞・作曲・編曲 - Paisley Parks

## 各話リスト
| 話数   | サブタイトル                                                 | 放送日        |
| ------ | ------------------------------------------------------------ | ------------- |
| 第1話  | 出会い・友だち                                               | 2019年 7月2日 |
| 第2話  | ドローン テレビ                                              | 7月9日        |
| 第3話  | 脱走 電車                                                    | 7月16日       |
| 第4話  | 鳥のフン 目玉焼き 旅客船とダンス                             | 7月23日       |
| 第5話  | 花占い 流れ星とUFO 脱走その2                                 | 7月30日       |
| 第6話  | 進撃のモアイ 自撮り                                          | 8月6日        |
| 第7話  | スイッチ 大雨 謎の穴                                         | 8月13日       |
| 第8話  | レッスン ドローン2 モリーと逆転                              | 8月20日       |
| 第9話  | 箱詰め いなーい プレッシャー                                 | 8月27日       |
| 第10話 | モアイ花 オーディション 放送事故？                           | 9月3日        |
| 第11話 | マトリョーシカ シーソー 笑いがとまらない                     | 9月10日       |
| 第12話 | くしゃみ 西郷さん                                            | 9月17日       |
| 第13話 | 居眠り レストランでデート 旅客船とダンス2                    | 9月24日       |
| 第14話 | 温泉でゲホ！ キノコが美味しい 除幕式                         | 10月1日       |
| 第15話 | ドミノ倒し ダンスで決闘                                      | 10月8日       |
| 第16話 | タンポポ オーディション2 寝坊                                | 10月15日      |
| 第17話 | イルミネーション おどる巨人のモワイ                          | 10月22日      |
| 第18話 | 空からのお土産 ジッパー 涙が止まらない                       | 10月29日      |
| 第19話 | 空からのお土産宇宙からの侵略者？ スケッチ ミイラ             | 11月5日       |
| 第20話 | おしゃべり                                                   | 11月12日      |
| 第21話 | おどるハンバーガー編 きれいきれい クレーンゲーム             | 11月19日      |
| 第22話 | おどる花咲モワイくん編 モリーの唄                            | 11月26日      |
| 第23話 | ジリジリトースター編 氷のモワイくん                          | 12月3日       |
| 第24話 | こちょこちょこちょ ぐったりモワイくん おどる朝食モワイくん編 | 12月10日      |
| 第25話 | モワイくんバンド ブルブル綱渡り編                            | 12月17日      |
| 第26話 | メリーカタルシス編 お別れ？                                  | 12月24日      |